# Proutictis artesiaria
Proutictis artesiaria är en fjärilsart som beskrevs av Denis och Ignaz Schiffermüller 1775. Proutictis artesiaria ingår i släktet Proutictis och familjen mätare. Inga underarter finns listade i Catalogue of Life.